# كاتدرائية ستوكهولم
كاتدرائية ستوكهولم (بالسويدية: Stockholms domkyrka) أي ستوركيركان (Storkyrkan الكنيسة العظيمة) ورسميا: كنيسة القديس نقولا (Sankt Nikolai kyrka)، هي أقدم كنيسة في جزيرة غملا ستان وهي المدينة القديمة وسط مدينة ستوكهولم السويدية. كانت الكنيسة لرعية ستوكهولم أصلا، وهي مقر أسقف ستوكهولم اللوثري في كنيسة السويد منذ تأسيس أبرشية ستوكهولم عام 1942.
عمارة الكاتدرائية نموذج بارز لأسلوب الطوب القوطي السويدي. يقع بجانب قصر ستوكهولم الملكي ويشكل الطرف الغربي للشارع المؤدي إلى القصر الملكي. يقع جنوب الكنيسة مبنى بورصة ستوكهولم والأكاديمية السويدية ومكتبة نوبل و متحف جائزة نوبل.

## معرض صور

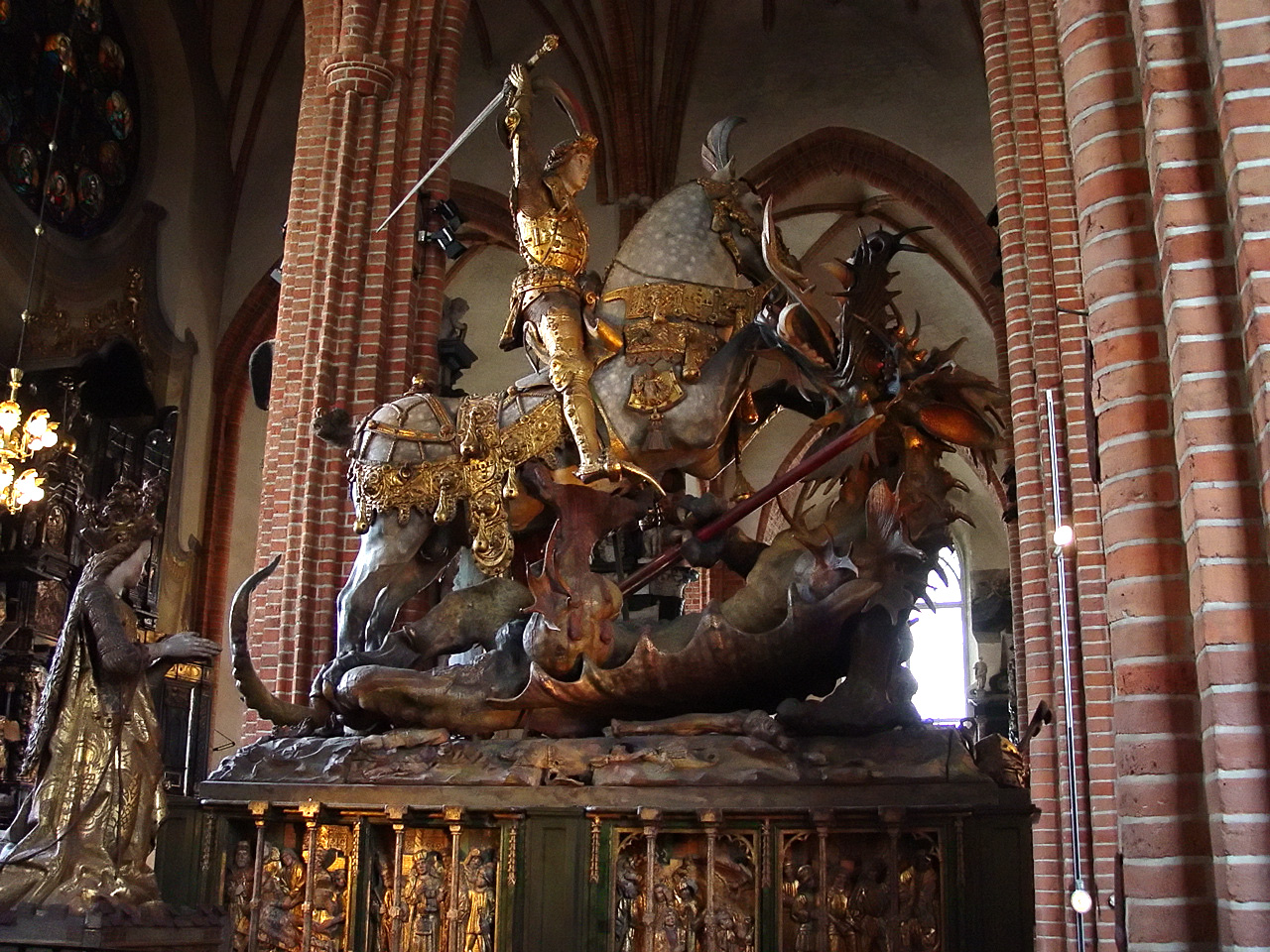
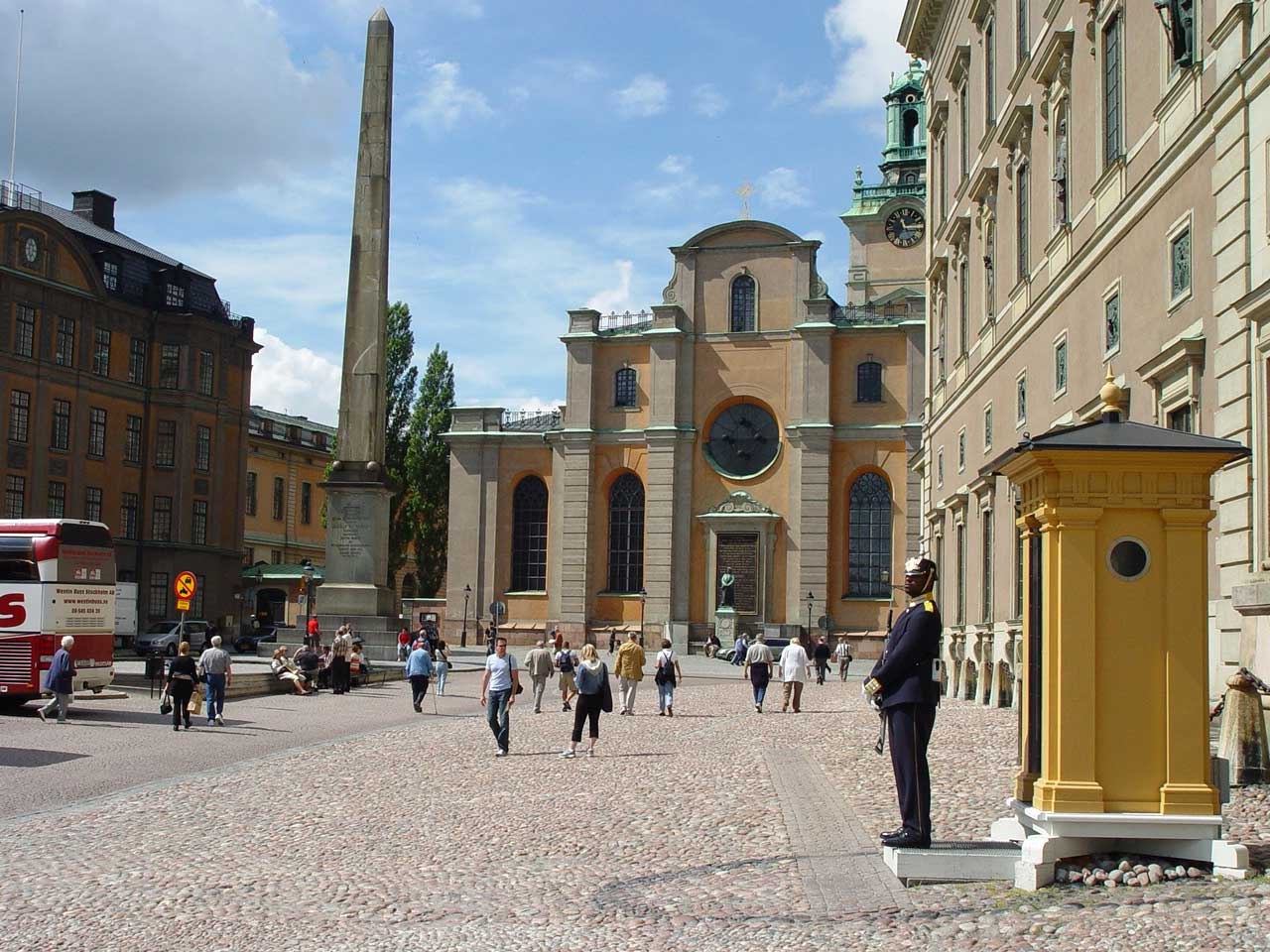
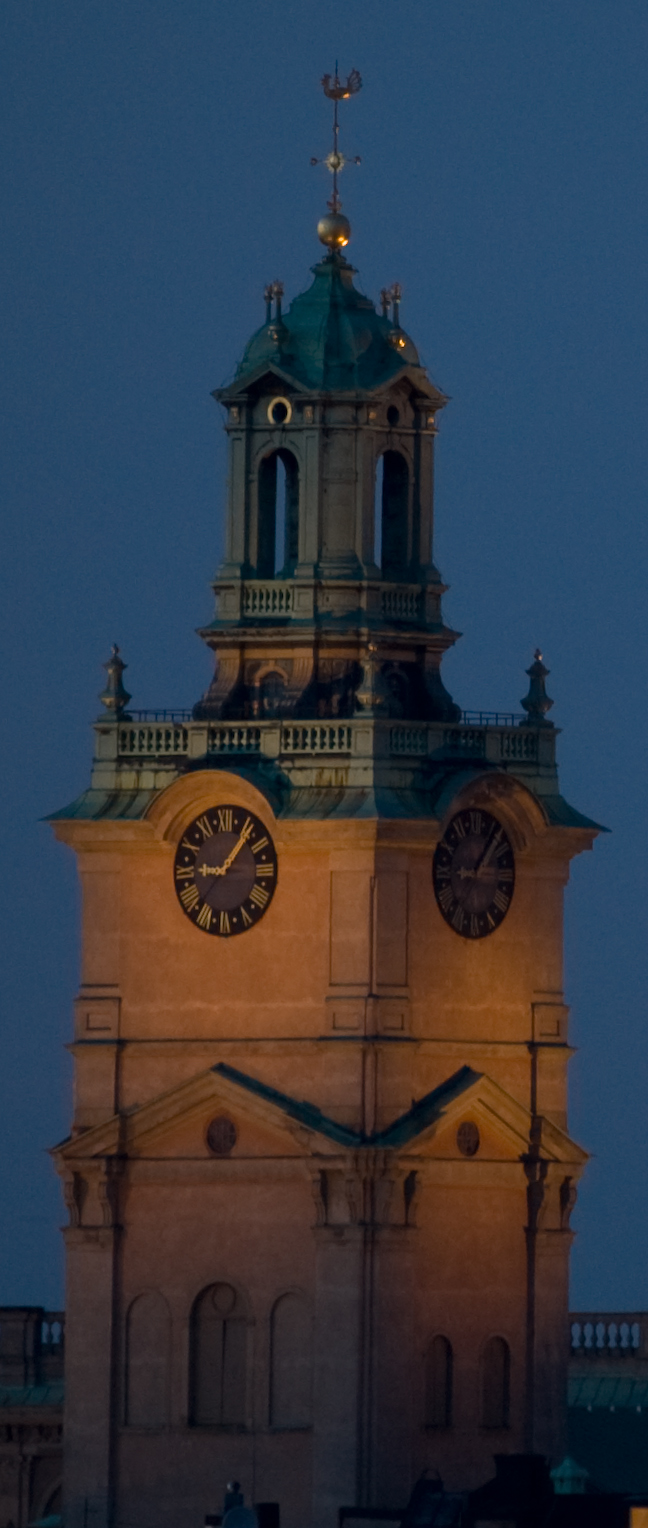
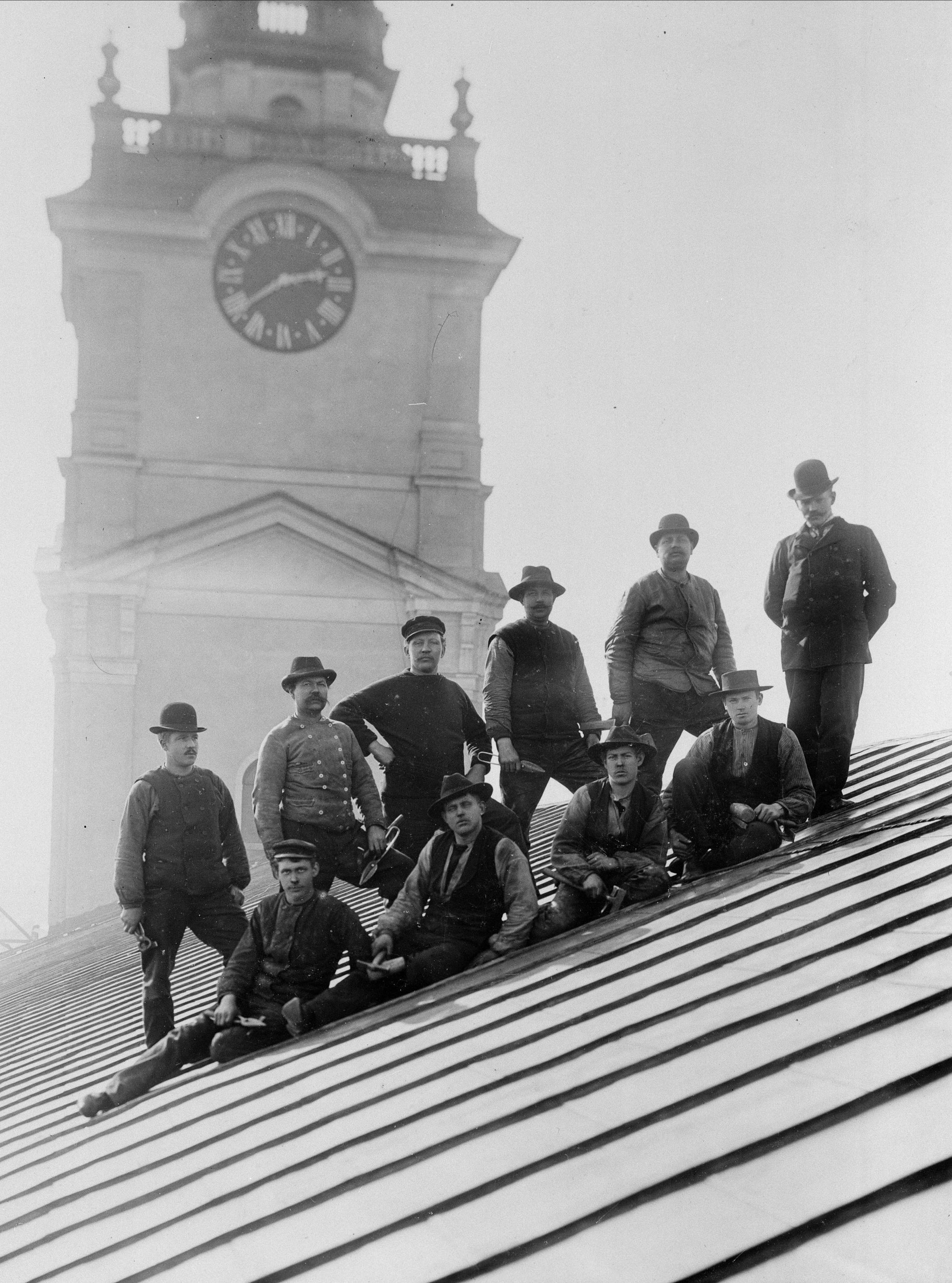